# Microtus felteni
Microtus felteni е вид бозайник от семейство Хомякови (Cricetidae).

## Разпространение
Видът е разпространен в Албания, Гърция, Северна Македония и Сърбия.